# Eri Yamamoto
Eri Yamamoto (Japans: 山本 江利, Yamamoto Eri) (Osaka, circa 1970) is een Japanse, in Amerika werkende jazzpianiste.

## Biografie
Yamamoto kreeg al op haar derde klassiek pianoles, toen ze vijf was schreef ze haar eerste composities. Later leerde ze ook viola en zang. In Japan studeerde ze muziekpedagogiek en compositie aan de universiteit in de prefectuur Shiga. In 1995 ging ze voor het eerst naar New York. Onder de indruk van een concert van Tommy Flanagan ging ze zich met jazz bezighouden en ze vestigde zich kort daarop in Amerika, waar ze jazz studeerde aan de New School University (bij Reggie Workman, Junior Mance en LeeAnn Ledgerwood). In 1997 ging ze optreden in Avenue B Social Club in East Village, vanaf 1998 speelde ze regelmatig in jazzclub Arthur's Tavern in Greenwich Village. 
Naast haar werk in de jazzscene van New York toerde ze, onder andere in Canada, Europa en Japan. In 2001 nam ze met een trio met John Davis en Ikuo Takeuchi haar debuutalbum op, Up and Coming. Ze werkte verder met William Parker, Daniel Carter, Hamid Drake, Federico Ughi, Whit Dickey (Emergence, 2009), Yves Leveille (Pianos, 2009) en Paul McCandless. Tegenwoordig (2017) leidt ze een trio met David Ambrosio en Takeuchi. In de jazz speelde ze tussen 2001 en 2016 mee op 22 opnamesessies. Thom Jurel loofde in AllMusic Eri Yamamoto's gevoel voor swing, haar in de postbop verankerde harmonische middelen, haar lyriek in de stijl van een pop-songwriter en een klassiek gevoel voor discipline.

## Discografie (selectie)
- Cobalt Blue (Thirsty Ear, 2006), met David Ambrosio, Ikuo Takeuchi
- Duologue (AUM Fidelity, 2008), met Daniel Carter, William Parker, Hamid Drake, Federico Ughi
- Redwoods (AUM, 2008), met David Ambrosio, Ikuo Takeuchi
- In Each Day, Something Good (AUM, 2009), met David Ambrosio, Ikou Takeuchi
- Firefly (AUM; 2012), met David Ambrosio, Ikuo Takeuchi
- The Next Page (AUM; 2012) (idem)
- Live (2016) (idem)
- Piano Solo: Live in Benicàssim (2017)